# Vetapalem
Vetapalem is een census town in het district Bapatla van de Indiase staat Andhra Pradesh. 

## Demografie
Volgens de Indiase volkstelling van 2001 wonen er 37037 mensen in Vetapalem, waarvan 49% mannelijk en 51% vrouwelijk is. De plaats heeft een alfabetiseringsgraad van 59%. 